# آرثر كوكس (سياسي)
آرثر كوكس (بالإنجليزية: Arthur Cox)‏ هو سياسي أيرلندي، ولد في 1891، وتوفي في 12 يونيو 1965. انتخب عضو مجلس الشيوخ من أيرلندا عن دائرة الأعضاء المعينون في مجلس الشيوخ الأيرلندي ‏ وقد انضم خلال فترته النيابية ‏ (22 يوليو 1954 – 28 مارس 1957) للكتلة البرلمانية مستقل.